# 折渡駅
折渡駅（おりわたりえき）は、秋田県由利本荘市岩城上黒川字泉田にある、東日本旅客鉄道（JR東日本）羽越本線の駅である。
羽越本線内では女鹿駅や桂根駅とともに、JR移管と同時に信号場から昇格した駅のひとつである。
大半の普通列車が通過し、停車本数が非常に少ない。2021年（令和3年）3月13日ダイヤ改正時点で、下り秋田方面が6時、7時、10時、13時、19時の5本上り酒田方面が朝7時、12時、17時の3本のみが停車する。

## 歴史
- 1957年（昭和32年）9月28日：国鉄の折渡信号場として由利郡岩城町に開設[2]。
- 1972年（昭和47年）9月19日：羽後岩谷 - 折渡間が複線化。複線始終端型となる。同時に信号場は無人化されるが、地元住民が監視することを条件に乗降取り扱いが継続される[4]。
- 1987年（昭和62年）4月1日[注 1]：国鉄分割民営化により、東日本旅客鉄道（JR東日本）の駅となる[2]。それとともに駅に昇格[注 2][2]。
- 2021年（令和3年）10月1日：汲み取り式簡易トイレの使用を廃止。
- 2024年（令和6年）10月1日：えきねっとQチケのサービスを開始[1][5]。

## 駅構造
相対式ホーム2面2線を有する地上駅である。ホーム有効長が短いため、4両編成以上の列車の場合は、3両分のみ開閉可能（ドアカット）となる。跨線橋はなく、上りホーム（2番線）へは構内踏切で連絡している。駅の羽後岩谷方には折渡トンネルがある。
羽後本荘駅管理の無人駅である。

### のりば
| 番線 | 路線      | 方向 | 行先     |
| ---- | --------- | ---- | -------- |
| 1    | ■羽越本線 | 下り | 秋田方面 |
| 2    | ■羽越本線 | 上り | 酒田方面 |

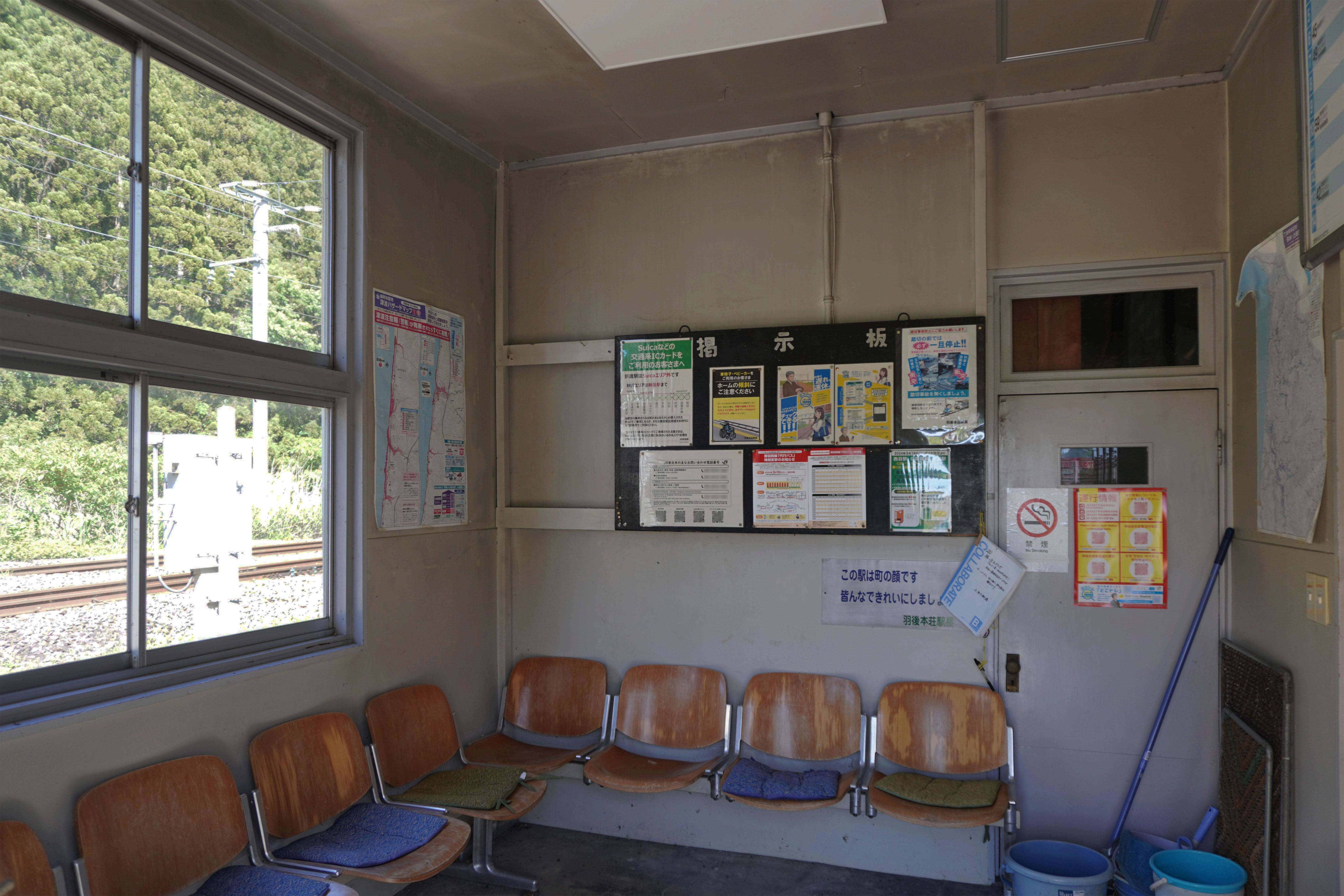
駅舎内（2024年5月）
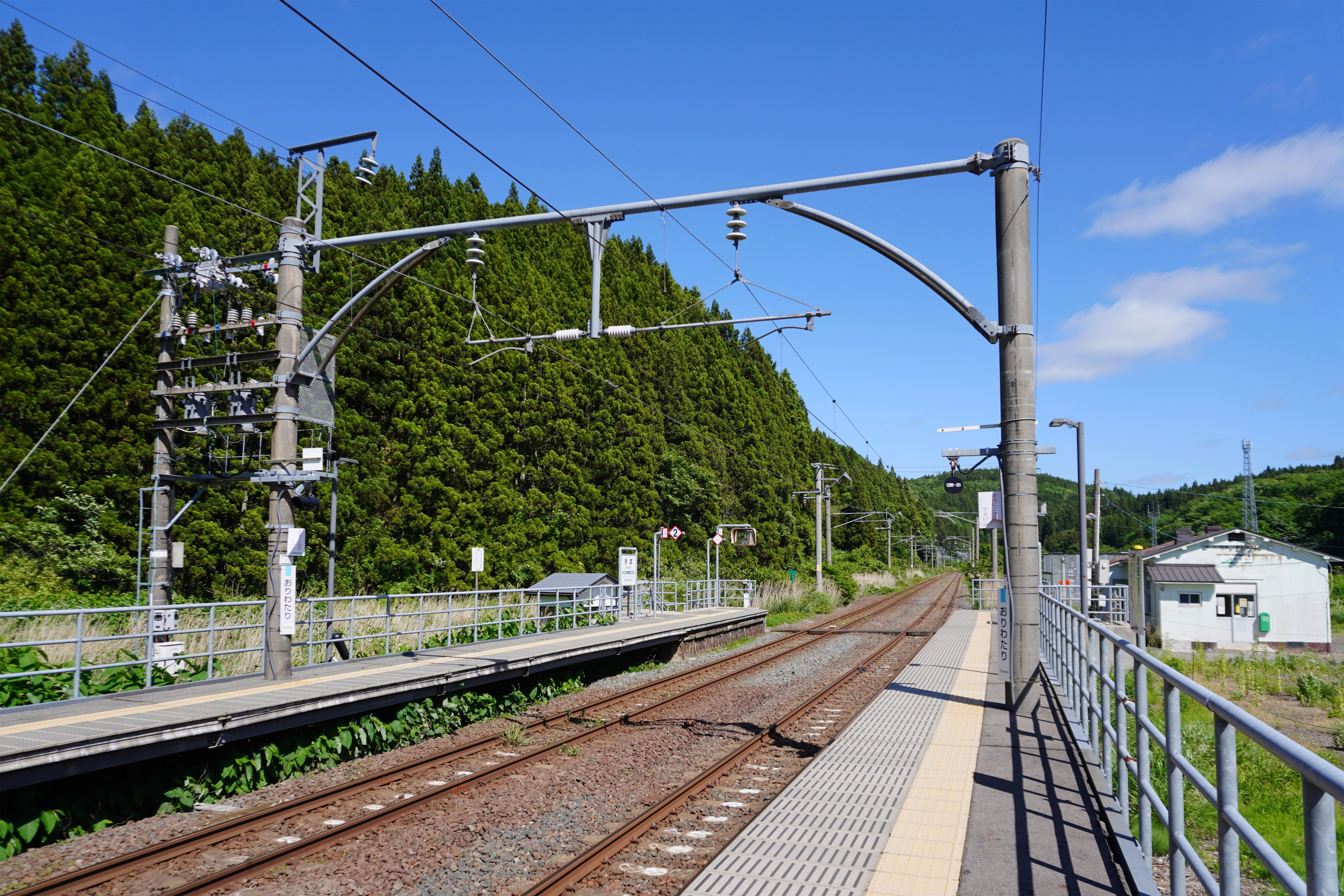
ホーム（2024年5月）
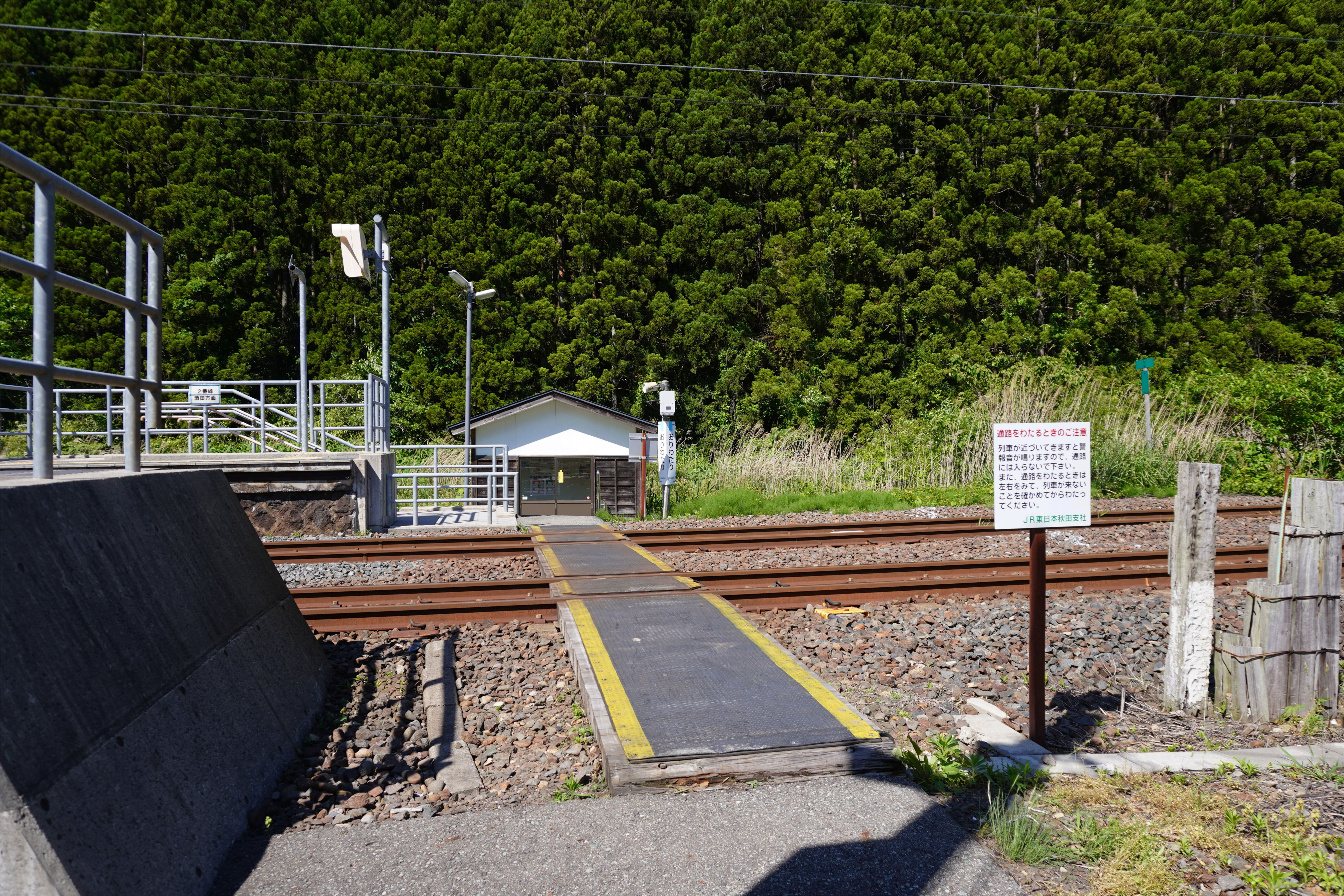
構内踏切（2024年5月）

## 駅周辺
- 秋田県道69号岩城本荘線（折渡峠）
- 国道341号

## 隣の駅
東日本旅客鉄道（JR東日本）
■羽越本線（一部列車は通過）
羽後岩谷駅 - 折渡駅 - 羽後亀田駅